# Charlie Appleby
Charlie Appleby (né le 5 juillet 1975) est un entraîneur britannique de chevaux de courses, spécialisé dans les courses de plat.

## Carrière
Après ses débuts comme jockey amateur, Charlie Appleby devient premier garçon de voyage pour l'écurie de Cheikh Mohammed Al Maktoum, puis premier garçon d'écurie et, au sein de l'Écurie Godolphin, assistant-entraîneur de Mahmood al-Zarooni qu'il remplace en 2013 après que celui-ci a été banni huit ans pour dopage. Installé à Moulton Paddocks à Newmarket dans le Suffolk, il se met en évidence dès sa première année en gagnant son premier groupe 1, le Breeders' Cup Juvenile Turf avec Outstrip. Mais c'est surtout à partir de 2017, alors qu'il devient l'entraîneur principal de la casaque bleu roi (avec Saeed bin Suroor) et veille sur 180 chevaux, qu'il étoffe son palmarès, offrant l'année suivante le premier Derby d'Epsom à l'écurie, avec Masar. L'année 2021 s'avère extrêmement fructueuse avec 18 victoires de groupe 1, dont deux Derbys et un coup de trois à la Breeders' Cup.

## Palmarès (Groupe 1)
Grande-Bretagne
- Epsom Derby – 2 – Masar (2018), Adayar (2021)
- 2000 Guineas – 3 – Coroebus (2022), Notable Speech (2024), Ruling Court (2025)
- 1000 Guineas – 1 – Desert Flower (2025)
- St. Leger Stakes – 1 – Hurricane Lane (2021)
- Dewhurst Stakes – 3 – Pinatubo (2019), Native Trail (2021), Shadow of Light (2024)
- King's Stand Stakes – 2 – Blue Point (2018, 2019)
- Eclipse Stakes – 2 – Hawkbill (2016), Ghaiyyath (2020)
- Diamond Jubilee Stakes – 2 – Blue Point (2019), Naval Crown (2022)
- Middle Park Stakes – 2 – Charming Thought (2014), Shadow of Light (2024)
- Nassau Stakes – 1 – Wild Illusion (2018)
- Coronation Cup – 1 – Ghaiyyath (2020)
- International Stakes – 1 – Ghaiyyath (2020)
- King George VI and Queen Elizabeth Stakes – 1 – Adayar (2021)
- British Champions Sprint Stakes – 1 – Creative Force (2021)
- Lockinge Stakes – 1 – Modern Games (2023)
- Futurity Trophy – 1 – Ancient Wisdom (2023)
- Sussex Stakes – 1 – Notable Speech (2024)
- Fillies' Mile – 1 – Desert Flower (2024)
- Falmouth Stakes – 1 – Cinderella's Dream (2025)

 France
- Poule d'Essai des Poulains – 1 – Modern Games (2022)
- Prix Marcel Boussac – 2 – Wuheida (2016), Wild Illusion (2017)
- Prix Saint-Alary – 1 – Sobetsu (2017)
- Prix de l'Opéra – 1 – Wild Illusion (2018)
- Prix Jean Prat – 1 – Pinatubo (2020)
- Prix Maurice de Gheest – 1 – Space Blues (2020)
- Grand Prix de Paris – 1 – Hurricane Lane (2021)
- Prix de la Forêt – 1 – Space Blues (2021)

 Irlande
- Irish Derby – 1 – Hurricane Lane (2021)
- Irish 2000 Guineas – 1 – Native Trail (2022)
- Vincent O'Brien National Stakes – 3 – Quorto (2018), Pinatubo (2019), Native Trail (2021)

 Allemagne
- Grosser Preis von Baden – 2 – Ghaiyyath (2019), Barney Roy (2020)
- Bayerisches Zuchtrennen – 2 – Barney Roy (2020), Nations Pride (2023)
- Preis von Europa – 2 – Rebel's Romance (2022, 2024)
- Grand Prix de Berlin – 2 – Rebel's Romance (2022, 2025)

 États-Unis
- Breeders' Cup Mile – 3 – Space Blues (2021), Modern Games (2022), Master of The Seas (2023)
- Breeders' Cup Juvenile Turf – 3 – Outstrip (2013), Line of Duty (2018), Modern Games (2021)
- Breeders' Cup Turf – 2 – Yibir (2021), Rebel's Romance (2022)
- Breeders' Cup Filly & Mare Turf – 1 – Wuheida (2017)
- Breeders' Cup Juvenile Turf Sprint – 1 – Mischief Magic (2022)
- Jockey Club Derby Invitational – 1 – Yibir (2021)
- Just A Game Stakes – 1 – Althiqa (2021)
- Diana Stakes – 1 – Althiqa (2021)
- Maker's Mark Mile Stakes – 1 – Master of The Seas (2024)
- Manhattan Stakes – 1 – Measured Time (2024)
- Belmont Oaks Invitational – 1 – Cinderella's Dream (2024)
- Arlington Million – 1 – Nations Pride (2024)
- Sword Dancer Stakes – 1 – El Cordobes (2025)

 Australie
- Melbourne Cup – 1 – Cross Counter (2018)
- Sydney Cup – 1 – Polarisation (2017)
- Sir Rupert Clarke Stakes – 1 – Jungle Cat (2018)

 Canada
- Natalma Stakes – 2 – La Pelosa (2018), Wild Beauty (2021)
- Summer Stakes – 2 – Albahr (2021), Mysterious Night (2022)
- Canadian International Stakes – 2 – Walton Street (2021), Nations Pride (2023)
- Woodbine Mile – 2 – Modern Games (2022), Master of The Seas (2023)

 Dubaï
- Dubaï Sheema Classic – 3 – Hawkbill (2018), Old Persian (2019), Rebel's Romance (2024)
- Jebbel Hatta – 3 – Blair House (2018), Barney Roy (2020), Measured Time (2024)
- Al Quoz Sprint – 2 – Jungle Cat (2018), Blue Point (2019)

 Hong Kong
- Champions & Chater Cup – 1 – Rebel's Romance (2024)